# Спаневей (Вашингтон)
Спаневей (англ. Spanaway) — переписна місцевість (CDP) в США, в окрузі Пірс штату Вашингтон. Населення — 35 476 осіб (2020).

## Географія
Спаневей розташований за координатами 47°5′53″ пн. ш. 122°25′24″ зх. д. / 47.09806° пн. ш. 122.42333° зх. д. (47.098061, -122.423370).  За даними Бюро перепису населення США в 2010 році переписна місцевість мала площу 23,69 км², з яких 22,72 км² — суходіл та 0,97 км² — водойми.

## Демографія
Згідно з переписом 2010 року, у переписній місцевості мешкало 27 227 осіб у 9472 домогосподарствах у складі 6885 родин. Густота населення становила 1149 осіб/км².  Було 10079 помешкань (425/км²).
Расовий склад населення:
| - 63,7 % — білих - 10,8 % — чорних або афроамериканців - 6,6 % — азіатів - 3,8 % — вихідців з тихоокеанських островів - 1,1 % — корінних американців - 4,5 % — осіб інших рас |

До двох чи більше рас належало 9,5 %. Частка іспаномовних становила 10,6 % від усіх жителів.
За віковим діапазоном населення розподілялося таким чином: 28,2 % — особи молодші 18 років, 62,6 % — особи у віці 18—64 років, 9,2 % — особи у віці 65 років та старші. Медіана віку мешканця становила 33,4 року. На 100 осіб жіночої статі у переписній місцевості припадало 98,1 чоловіків;  на 100 жінок у віці від 18 років та старших — 95,4 чоловіків також старших 18 років.
Середній дохід на одне домашнє господарство  становив 67 487 доларів США (медіана — 59 303), а середній дохід на одну сім'ю — 71 868 доларів (медіана — 62 750). Медіана доходів становила 50 373 долари для чоловіків та 37 863 долари для жінок. За межею бідності перебувало 12,8 % осіб, у тому числі 19,9 % дітей у віці до 18 років та 12,7 % осіб у віці 65 років та старших.
Цивільне працевлаштоване населення становило 11 981 осіб. Основні галузі зайнятості: освіта, охорона здоров'я та соціальна допомога — 19,3 %, роздрібна торгівля — 12,3 %, виробництво — 10,4 %, транспорт — 9,0 %.